# Либих, Карл
Карл Либих (нем. Karl Liebig; 25 июля 1808, Шведт — 6 октября 1872, Берлин) — немецкий дирижёр.
Начал музыкальную карьеру как гобоист (по другим сведениям, кларнетист) в военном оркестре Александровского гвардейского гренадерского полка прусской армии, в конце концов в 1860 г. возглавил этот оркестр. Одновременно с 1843 года руководил собственным оркестровым коллективом, дававшим в различных берлинских заведениях концерты, доступные за небольшие деньги для самой широкой публики. Оркестр Либиха также был востребован берлинскими хоровыми коллективами при исполнении вокально-симфонической музыки. Уровень этого оркестра высоко ценили Франц Лист и Ганс фон Бюлов — Бюлов, в частности, дебютировал в Берлине (1855) в сопровождении оркестра Либиха.
В 1867 г. отошёл от дел, передав руководство своим оркестром сыну, Юлиусу Либиху (1838—1885).
Автор хоровой музыки.